# Lane & Daley Company
Lane & Daley Company war ein US-amerikanischer Hersteller von Automobilen.

## Unternehmensgeschichte
W. A. Lane und F. A. Daley gründeten 1901 das Unternehmen. Der Sitz war in Barre in Vermont. Sie begannen mit der Produktion von Automobilen. Der Markenname lautete Lane & Daley. Ende 1902 kam die Produktion zum Erliegen. Das Unternehmen wurde aufgelöst.

## Fahrzeuge
Im Angebot standen Dampfwagen. Ein Dampfmotor mit zwei Zylindern trieb die Fahrzeuge an. Die Reifen waren Vollgummireifen. Die Höchstgeschwindigkeit war mit 24 km/h angegeben. Zur Wahl standen ein offener Dreisitzer und ein Lieferwagen. Abbildungen zeigen einen offenen Wagen mit sechs Sitzen.